# غرانفيل شارب
غرانفيل شارب (بالإنجليزية: Granville Sharp)‏ (10 نوفمبر 1735 - 6 يوليو 1813) أحد أوائل المناهضين الإنجليز لإلغاء تجارة الرقيق. شارك بنفسه أيضًا في محاولة رد المظالم الاجتماعية الأخرى. وضع شارب خطة لتوطين السود في سيراليون، وأسس شركة سانت جورج باي، السابقة لشركة سيراليون. أدت جهوده إلى تأسيس إقليم الحرية، ثم فريتاون وسيراليون، لذلك يُعتبر أحد الآباء المُؤسسين لسيراليون. كان باحثًا كتابيًا، كلاسيكيًا وموسيقيًا موهوبًا.

## حياته
جرانفيل شارب هو ابن جوديث ويلر (تُوفيت عام 1757) وتوماس شارب (1693 – 1759)، رئيس شممامسة نورثمبرلاند، وهو كاتب لاهوتي وفير الإنتاج وكاتب سيرة والده الذاتية، جون شارب، رئيس أساقفة يورك. جوديث ابنة كاتب الرحلات جورج ويلر وغريس (لقبها قبل الزواج هيغنز)، والتي نشأت في أسرة السير توماس هيغنز السياسية.
وُلد شارب في دورهام في عام 1735. كان لديه ثمانية أشقاء أكبر منه سنًا وخمس شقيقات أصغر منه سنًا. عانى خمسة من إخوانه في طفولتهم وبحلول الوقت الذي قارب فيه شارب بلوغ رشده، نفدت أموال العائلة المُخصصة لتعليمهم، لذا تعلم شارب في مدرسة دورهام ولكن في المنزل بشكل أساسي.
امتهن تجارة الأقمشة البيضاء في لندن في سن الخامسة عشر. أحب شارب الجدال والمناقشة، ولم يجد فكره الشغوف منفذًا يُذكر في العمل العادي الذي شارك فيه. ومع ذلك، كان أحد زملائه في المهنة سوسنيًا (طائفة موحِّدة أنكرت ألوهية المسيح)، ولكي يُجادل بشكل أفضل، علم شارب نفسه اللغة اليونانية. كان لديه زميل مهنة آخر يهوديًا، لذلك تعلم شارب العبرية حتى يتمكن من مناقشة المسائل اللاهوتية مع زميله. أجرى شارب أيضًا بحوثًا في علم الأنساب لأحد أساتذته، هنري ويلوغبي، والذي كان لديه دعوى بشأن بارونية عائلة ويلوغبي في بارهام، تمكن ويلوغبي من أخذ مكانه في مجلس اللوردات بفضل جهود شارب.
انتهت فترة التدريب المهني لشارب في عام 1757، وتُوفي والداه بعد ذلك بفترة وجيزة. قَبِل في نفس العام منصبًا كموظف في مكتب الذخيرة في برج لندن. أتاح له هذا المنصب في الخدمة المدنية الكثير من وقت الفراغ لمتابعة مساعيه العلمية والفكرية.
اهتم شارب بالموسيقى اهتمامًا قويًا. أتى أربعة من إخوته -وليام، أصبح جراحًا فيما بعد للملك جورج الثالث، جيمس، إليزابيث، وجوديث- إلى لندن أيضًا، وتقابلوا كل يوم. عزفوا جميعهم على الآلات الموسيقية كأوركسترا عائلية، وقدموا حفلات موسيقية في منزل وليام في زقاق مينسينج، ثم في الزورق البحري العائلي، أبولو، والذي كان يرسو على بعد خطوات من مطرانية لندن في فولهام، بالقرب من منزل وليام الريفي، فولهام هاوس. أُقيمت الحفلات كل أسبوعين بين عامي 1775-1783، وهو العام الذي تُوفي فيه أخوه جيمس. كان لشارب صوت جهوري ممتاز، وصفه جورج الثالث بأنه «الأفضل في بريطانيا»، عزف على الكلارينت، المزمار، الناي، الطبول المجوفة، القيثارة، والفلوت المزدوج الذي صنعه بنفسه. وقع باسمه غالبًا في ملاحظات للأصدقاء.
تُوفي شارب في فولهام هاوس في 6 يوليو 1813، وشُيد نصب تذكاري له في دير وستمنستر. عاش في فولهام، لندن، ودُفن في فناء كنيسة جميع القديسين، فولهام. لم يسمح القس بموعظة جنائزية في الكنيسة بسبب مشاركة شارب في جمعية الكتاب المقدس البريطانية والأجنبية، والتي كانت مُنشقة عن الكنيسة.

## إقليم الحرية
على الرغم من عدم وجود أرقام موثوق بها، يُعتقد وجود نحو 15000 شخص أسود في بريطانيا في أوائل عام 1780، معظمهم كانوا دون عمل. طُرحت أفكار لإقامة إقليم في إفريقيا ليمكنهم العودة إلى» الوطن.« اقترح جامع النبات وعالم الحشرات هنري سميثمان، والذي زار سيراليون، ضمن لجنة إغاثة الفقراء السود، أن هذا البلد سيكون موقعًا ممتازًا. جاء السود لرؤية شارب، خائفين من احتمالية إعادة استعبادهم في هذا المكان.
أخذ شارب الفكرة بحماس: رآها فرصة مثالية لإنشاء مجتمع نموذجي جديد من البداية. وضع الخطط والقوانين، وأقنع وزارة المالية بتمويل السفن ودفع 12 جنيهًا إسترلينيًا لكل مستوطن يصعد على متن السفينة. وسمى المجتمع المسيحي الجديد المسالم العادل باسم »إقليم الحرية«.
تلاشت النظرة المثالية سريعًا في وجه الصعوبات اللوجستية الهائلة؛ اندلع حريق قبل مغادرة السفن لندن. سلط صديق شارب، علودة إكويانو، الضوء على فساد عملية تخزين السفن، نتيجة لذلك؛ رُفض إبحار 411 شخص إلى إفريقيا، بما في ذلك حوالي 60 امرأة بيضاء بدون علم شارب، وهن متزوجات من المستوطنين الذكور. لم يكن واضحًا عدد الخطوبات المُسبقة وعدد المتزوجين أثناء الاستعدادات لهذه الرحلة؛ وُصفت هؤلاء النساء بالعاهرات القادمات من ديبتفورد. ومع ذلك، رفض المؤرخون ذلك الوصف. وصل المستوطنون في مايو عام 1787، في بداية موسم ممطر استمر خمسة أشهر، بُنيت مستوطنة لمختلف الأعراق، سُميت بمدينة غرانفيل. استنتج قائد الموكب البحري الذي أحضر المستوطنين أنهم غير لائقين للتحدي المعقد والمتمثل في إقامة مستوطنة جديدة في بيئة يُحتمل أن تكون معادية. غادر أحد المستوطنين، والذي أنقذه غرانفيل من سفينة عبيد مخصصة للعمل في تجارة الرقيق، سبب ذلك يأسًا كبيرًا لشارب. ضخ شارب 1735 جنيه إسترليني من أمواله إلى المستوطنة بحلول نهاية عام 1788. أحرق رئيس تيمن المحلي مدينة غرانفيل بالكامل في عام 1789، رُبما كان هذا انتقامًا لحرق تيمن من قبل تاجر رقيق.
أصبح غرانفيل على اتصال مع توماس بيترز بفضل التأثير المجتمعي لقضية إلغاء تجارة الرقيق، في عام 1790، وهو العبد الأمريكي السابق الذي حارب مع البريطانيين خلال الثورة للحصول على الحرية. لعب شارب دورًا فعالًا في مساعدة بيترز على إنشاء فريتاون وسيراليون. يُعتبر شارب أحد مؤسسي سيراليون بجانب توماس بيترز وإخوة كلاركسون (توماس كلاركسون وجون كلاركسون).

## أنشطته الأُخرى
تعاطف شارب مع ثورة المستوطنين الأمريكيين. آمن بالسلام في أمريكا، وآمن أيضًا بحقهم في » التفويض العادل«، تكررت هذه الفكرة في العبارة الشهيرة »لا ضرائب دون تفويض«. غادر شارب وظيفته في مكتب الذخيرة عند إدراكه أن استمراره فيها يعني إرسال المعدات للقوات البريطانية لمقاتلة المستوطنين. كتب لأرباب العمل أثناء استمرار الحرب «لا يُمكنني العودة إلى واجبي في مكتب الذخيرة في حين تستمر الحرب الدموية، ظلمًا، ضد زملائي». استقال من منصبه أخيرًا في عام 1776. ولم يتقاضَ أي أجر، وتكفل به إخوانه عن طيب خاطر، وكانوا سعداء لرؤيته وهو يكرس وقته لقضاياه المتعددة.
دعا شارب أيضًا إلى الإصلاح البرلماني والاستقلال التشريعي لأيرلندا، وثار ضد إكراه البحارة على الخدمة العسكرية في سلاح البحرية. قدس رئيس أساقفة كانتربري أساقفة الولايات المتحدة الأمريكية في عام 1787 بفضل جهود شارب. كما دعا إلى إصلاح البرلمان طبقًا للوثيقة العظمى، ودعمًا لذلك، ابتكر مبدأ السلطة التراكمية. ذكر هذا المبدأ أنه نظرًا لأن البرلمانات لا تُعد ولا تُحصى تقريبًا فإن الموافقة على الوثيقة العظمى، ستحتاج إلى نفس عدد البرلمانات المُلغاة. قبل شارب تفوق البرلمان كمؤسسة، مثل العديد من الآخرين، لكنه لم يؤمن في كبح جماح هذه السلطة، وظن أن البرلمان لا يمكنه إلغاء الوثيقة العظمى.
شارب أيضًا أحد مؤسسي وأول رئيس لجمعية الكتاب المقدس البريطانية والأجنبية وجمعية اليهود المحافظين.

## وصيته
دُفن غرانفيل شارب بعد وفاته في 6 يوليو 1813 في كنيسة جميع القديسين، فولهام، بجانب شقيقه وليام شارب وشقيقته إليزابيث بروز. ينص النقش المكتوب على قبره:
«يرقد هنا جثمان غرانفيل شارب بالقرب من بقايا الأخ والأخت الذين أحبهم بحنان. أنهى هذا المُحسن الموقر حياته المهنية في 6 يوليو 1813 عن عمر يُناهز 79 عامًا، بأنشطة فريدة ومفيدة تاركًا وراءه اسمًا يُعتز به مع كامل المودة والامتنان عند تكريم أي مبدأ من مبادئ العدالة الإنسانية والدين التي روج لها منذ ما يقرب من نصف قرن من خلال مجهوداته واعتباره قدوة».
رُسمت صورًا لشارب عدة مرات، أثناء حياته وبعد مماته. يحتوي المعرض الوطني للصور في لندن على سبع صور، بما في ذلك اللوحة الزيتية الكبيرة لعائلة شارب المُرسومة بواسطة يوهان زوفاني، ستة رسومات بالقلم الرصاص، أختام ونقوش. تُوجد لوحة زيتية لشارب رسمها ماثر براون ضمن مجموعة خاصة.
إضافةً إلى مدينة غرانفيل في سيراليون، سُميت قرية غرانفيل الحرة في جامايكا باسم شارب.
أُقيم نصب تذكاري لشارب في دير وستمنستر، نُحت بنقوش غائرة ووُضع بجانب نصب كلاركسون التذكاري، ألغى الزعيم توماس كلاكسون الرق (1760 - 1846).
أصدر البريد الملكي مجموعة من الطوابع لإحياء الذكرى السنوية رقم 200 لإلغاء العبودية في المملكة المتحدة في عام 2007. ظهرت صورة شارب على طابع بقيمة 50 باوند.
رُمّمَ قبر شارب في فناء كنيسة جميع القديسين، فولهام، تزامنًا مع الذكرى في عام 2007. تقديراً لأهمية الذكرى السنوية التاريخية لشارب واستعدادتها، أُدرج القبر في المرتبة الثانية في 16 مارس 2007، بعد ثلاثة أشهر فقط من تقديم طلب لهيئة التراث الإنجليزي ووزارة الثقافة، الإعلام والرياضة. رُمّمَ القبر في يونيو 2007 وعُقد احتفال بمناسبة الانتهاء من العمل في الكنيسة، حضره العديد من الشخصيات البارزة بما في ذلك البروفيسور سايمون شاما. قال شاما متحدثًا في القداس «أدت مساهمة شارب الكبيرة إلى 'خفض مستوى السوء' في المجتمع».
أُودعت أوراق غرانفيل شارب في أرشيف غلوسترشير، المرجع دي3549. توجد أيضًا مجموعة ضخمة من رسائله في مكتبة كاتدرائية يورك.

## روابط خارجية
- غرانفيل شارب على موقع الموسوعة البريطانية (الإنجليزية)
- غرانفيل شارب على موقع إن إن دي بي (الإنجليزية)